# Ingrid Brocková
Ingrid Brocková, född 13 september 1963 i Bratislava, är en slovakisk ekonom och diplomat. Sedan den 9 april 2020 är hon statssekreterare i Slovakiens utrikesministerium. Tidigare var hon bland annat permanent representant för Slovakien vid OECD i Paris, generaldirektör för ekonomiskt samarbete vid det slovakiska utrikesministeriet samt representant för Världsbanken i Slovakien.

## Utbildning
Brocková doktorerade vid Slovakiens tekniska universitetet 1991 och har därtill en mastersexamen inom internationell offentlig förvaltning från Johns Hopkins University i Washington DC samt en examen inom internationella relationer från Comeniusuniversitetet i Bratislava .

## Diplomatisk kärriär
Brocková inledde sin karriär på det slovakiska utrikesministeriet 1993. 1996 tjänstgjorde hon vid Slovakiens ambassad i Washington. 2001 utnämndes hon till direktör vid utrikesministeriets avdelning för policyplanering. Från 2001 till 2008 var Brocková Världsbankens representant i Slovakien. Därefter återvände hon till utrikesministeriet och blev 2015 generaldirektör för ekonomiskt samarbete. Brocková har tjänstgjort som Slovakiens ambassadör och permanente representant till OECD i Paris två gånger, 2011-2015 samt 2018-2020. 2020 utnämndes Brocková till statssekreterare av Slovakiens utrikesminister Ivan Korčok, med ansvar för ekonomisk diplomati, utvecklingsfrågor, humanitärt bistånd samt Slovakiens relationer till länder utanför Europa.